# Dodge 500

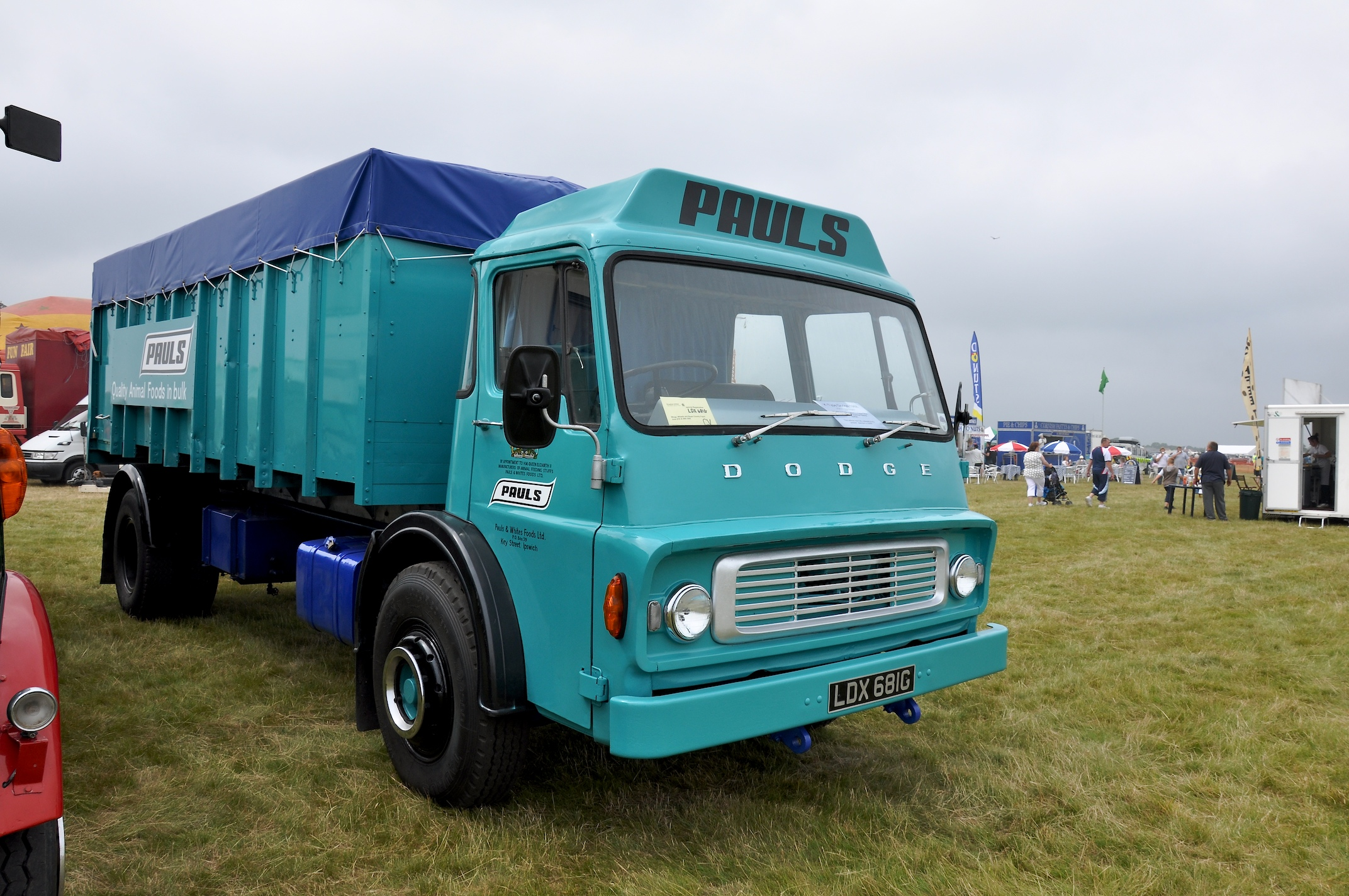
Dodge K de 1968, nommé à l'origine le "500"

Le Dodge 500 est un camion lourd introduit en 1964 et construit au Royaume-Uni par Dodge. Il a remplacé le précédent Dodge 300 à cab over de Dodge UK.

## Histoire et évolution
Populaire en Grande-Bretagne, et également utilisé sur certains marchés d'exportation, le Dodge 500 était également parfois badgé DeSoto ou Fargo. Les camions étaient vendus sous forme de cabine et de châssis et les opérateurs organisaient l'achat des carrosseries ou des remorques. Plus tard, cette gamme est devenue connue sous le nom de «K»-Series.
Le Dodge 500 a été développé au début des années 1960, avec un style par Ghia et une ingénierie par Rootes Group de Kew, en Angleterre. La suspension utilisait des ressorts à lames à l'avant et à l'arrière avec des ressorts arrière auxiliaires en option. Le camion était à moteur Diesel, avec commande avant et cabine inclinable; il a été lancé en décembre 1964. Les clients obtenaient les camions avec de l'apprêt et les peignaient eux-mêmes. Les cabines étaient réputées pour leur style, leur habitabilité et leur confort, leur visibilité sur la route et leur emplacement du moteur avec une intrusion minimale dans la cabine.
Les capacités de charge utile variaient jusqu'à 10,0 t pour les unités à deux essieux, jusqu'à 15 t pour les unités à trois essieux, ou un poids brut combiné du véhicule allant jusqu'à 30 tonnes pour le tracteur. Ceux qui souhaitaient des camions plus légers étaient dirigés vers le Dodge 100.
Avec l'aide du fournisseur, un alliage spécial d'acier à haute résistance a été développé pour alléger le cadre. Des traverses tubulaires et profilé ont été boulonnées aux longerons du châssis. Des supports de suspension à ressort ont également été boulonnés au cadre, en utilisant les traverses si possible. Des moteurs Diesel Cummins et Perkins ont été utilisés.
Les acheteurs avaient le choix entre un moteur Diesel Cummins - V6 ou V8 - produisant 132 à 172 ch (97 à 127 kW) et 336 à 444 N m de couple, ou un moteur Diesel Perkins fabriqué localement avec 122 ch (89 kW) et 353 N m de couple. Ceux-ci étaient connus pour être des moteurs fiables. Une transmission manuelle éprouvée par le temps a été utilisée.

### Source
George J. Kozloff, « History of the Dodge 500 », Allpar,‎ novembre 2006 (lire en ligne)